# Somogygeszti
Somogygeszti é um município da Hungria, situado no condado de Somogy. Tem 21,71 km² de área e sua população em 2019 foi estimada em 467 habitantes.